# Ришибакто (река)
Ришибакто (англ. Richibucto River) — река, расположена в восточном Нью-Брансуике. Река имеет протяжённость около 80 километров и впадает в пролив Нортамберленд на востоке провинции. В устье реки расположен одноимённый город Ришибакто.
В водах реки водится американская палия, малоротый и жёлтый окунь.
Название реки происходит из микмакского языка и означает «Огненная река».
Помимо Ришибакто на реке расположена деревня Рекстон. На берегу реки родился Эндрю Бонар Лоу, единственный премьер-министр Великобритании, рождённый за её пределами.

## Притоки
- Река Басс, Уэлдфорд Пэриш, Нью-Брансуик
- Река Кол-Брэнч, Уэлдфорд Пэриш, Нью-Брансуик
- Река Молас, Уэлдфорд Пэриш, Нью-Брансуик
- Река Сейнт-Николас, Уэлдфорд Пэриш, Нью-Брансуик
- Река Сейнт-Чарльз, Нью-Брансуик